# 남알타이어

알타이어 방언 지도. 노란색(협의의 알타이어)와 주황색(텔렝기트어)가 남알타이어에 속한다.

남알타이어는 러시아령 시베리아의 알타이 공화국의 알타이인들이 사용하는 튀르크어족 언어이다. 북알타이어와 어느 정도 의사소통이 가능하여 알타이어라는 하나의 언어로 간주되기도 하나, 20세기 중반 이래의 현대 언어학적 기준으로는 보통 다른 언어로 구분된다. 알타이어의 표준 문어는 남알타이어에 기반하고 있다.
튀르크어족 내에서 남알타이어의 명확한 분류는 그 모호한 특성으로 인해 논쟁이 많다. 인근의 시베리아 튀르크어들와 연관성이 높은 북알타이어와 달리 남알타이어는 킵차크어에 속할 가능성이 있다. 일부 학자들은 키르기스어와의 연관성에 주목하여 킵차크어파의 키르기스-킵차크어라는 하위 언어군으로 분류하기도 한다.
하위 방언으로 알타이-키지가 사용하는 "협의의 알타이어"(Altai Proper, Altai-Kizhi)를 비롯하여 텔렝기트어, 텔레우트어가 있다.

## 같이 보기
- 알타이어